# テトラメトリン
テトラメトリン(Tetramethrin)は、ピレスロイド系の合成殺虫剤である。白色結晶で、融点は65-80℃である。市販のものは、多くの立体異性体の混合物である。
通常は殺虫剤として用いられ、昆虫の神経系に作用する。多くの家庭用殺虫剤製品で見られる。